# Liste der Herrscher namens Johannes
Johannes hießen folgende Herrscher:

## Rom
- römischer Kaiser: Johannes (423–425)

## Byzantinische Kaiser
- Johannes I. Tzimiskes (969–976)
- Johannes II. Komnenos (1118–1143)
- Johannes III. Dukas Vatatzes (1222–1254)
- Johannes IV. Laskaris (1258–1261)
- Johannes V. Palaiologos (1341–1391)
- Johannes VI. Kantakuzenos (1347–1354)
- Johannes VII. Palaiologos (1390)
- Johannes VIII. Palaiologos (1425–1448)

### Kaiser von Trapezunt
- Johannes I. Komnenos (1235-1238)
- Johannes II. Komnenos (1280-1297)
- Johannes III. Komnenos (1342-1344)
- Johannes IV. Komnenos (1429-1458)

### Despoten von Epirus
- Johannes I. Orsini
- Johannes II. Orsini

## Thessalonike
- Johannes Angelos (1240–1243), Kaiser von Thessalonike

### Äthiopien
- Johannes I. (1667-1682), Kaiser von Äthiopien
- Johannes II. (1769), Kaiser von Äthiopien
- Johannes III. (1840–1841, 1845, 1850–1851), Kaiser von Äthiopien
- Johannes IV. (1871–1889) Kaiser von Äthiopien

### Asien
- Priesterkönig Johannes, legendärer Herrscher eines mächtigen, christlichen Reiches in Asien

## Kirchliche Herrscher
- Johannes I. (Münsterschwarzach) († wohl 1334), Abt von Münsterschwarzach
- Johannes I. Kaufmann († 1489), Abt von Ebrach
- Johannes II. Leiterbach († 1533), Abt von Ebrach
- Johannes III. Wolf († 1540), Abt von Ebrach
- Johannes IV. Beck (1516–1562), Abt von Ebrach
- Johannes V. Dressel († 1637), Abt von Ebrach
- Johannes VI. Pfister († 1641), Abt von Ebrach
- Johannes von Nikiu, ägyptischer Bischof und Geschichtsschreiber des 7. Jahrhunderts
- Johannes von Tobolsk (1651–1715), Bischof und Metropolit sowie Heiliger der Russisch-Orthodoxen Kirche
- Johannes von Trogir (kroat. Ivan Trogirski; † 1111), Bischof von Trogir; Schutzheiliger der südkroatischen Stadt Trogir
- Johannes der Almosengeber (ca. 550–618), Patriarch von Alexandria, Heiliger der katholischen und der orthodoxen Kirche